# 李宗仁故居
李宗仁故居位于中国广西自治区桂林市临桂县两江乡信果村。

## 历史
有厅堂、厢房、谷仓等数十间房屋，多为二层，全木结构，格窗扇门，朱柱绿壁，古色古香。还有门楼，外建高墙，炮楼。还缀有泉池，园囿和百年古杨。占地7.3亩，建筑面积7亩。李宗仁数度居此，接待大批国民党要人，新桂系将领。